# Spatholobus sanguineus
Spatholobus sanguineus är en ärtväxtart som beskrevs av Adolph Daniel Edward Elmer. Spatholobus sanguineus ingår i släktet Spatholobus och familjen ärtväxter. Inga underarter finns listade i Catalogue of Life.